# Ергомышев, Константин Львович
Константин Львович Ергомышев (20 апреля 1856, Херсонская губерния — 1916) — русский морской офицер, генерал-лейтенант с зачислением по Адмиралтейству, участник Цусимского сражения. Дворянин.

## Биография
- 22 октября 1874 — Воспитанник Морского Корпуса.
- 16 апреля 1875 — Принят на действительную службу.
- 1875—1878 — В учебных кампаниях на корветах «Варяг» и «Гиляк» в Балтийском море.
- 16 апреля 1878 — Гардемарин.
- 27 апреля 1878 — В составе 1-го флотского экипажа.
- 1878 — В заграничном плавании на фрегате «Минин».
- 8 октября 1879 — Мичман (старшинство 30 августа 1879).
- 29 ноября 1880 — Вахтенный начальник клипера «Пластун».
- 9 октября 1881 — 9 апреля 1882 — В 6-месячном отпуске с сохранением содержания.
- 1883 — На мониторе «Латник» в Балтийском море.
- 1 января 1884 — Лейтенант.
- 9 февраля 1884—1885 — Командир 1-й роты команды фрегата «Генерал-Адмирал».
- 8 апреля 1886 — Назначен на миноносец № 15 «Килия». В плаваньях за границей и на Черном море в составе Учебного минного отряда.
- 30 сентября 1886 — 4 сентября 1887 — В переменном составе учебно-стрелковой команды.
- 3 сентября 1887 — Переведен в 8-й флотский экипаж.
- 12 сентября 1887 — Ротный командир эскадренного броненосца «Император Александр II».
- 1888—1890 — Вахтенный начальник миноносок № 12 («Саламандра») и № 134, а также эскадренного броненосца «Император Александр II».
- 1890—1892 — Вахтенный начальник фрегата «Минин».
- 2 октября 1891 — В составе 2-го флотского экипажа.
- 22 сентября 1892 — Командир учебной команды строевых квартирмейстеров.
- 18 января 1893 — Член комиссии для экзаменования нижних чинов морской учебно-стрелковой команды на производство в строевые квартирмейстеры.
- 1894—1895 — Командир эсминца «Свеаборг».
- 1895 — Командир минного крейсера «Гайдамак».
- 6 декабря 1895 — Капитан 2-го ранга.
- 1895—1896 — Старший офицер крейсера «Адмирал Корнилов».
- 20 сентября 1896 — Старший офицер эскадренного броненосца «Полтава».
- 31 января 1897 — Эксперт по делу о гибели парохода «Август».
- 15 апреля 1897 — Поручено выработать чертежи образцов вёсел.
- 11 августа 1897 — Председатель комиссии для испытания броненосца «Полтава».
- 24 августа 1897 — Член комиссии для распределения пособий офицерам и для экзамена нижних чинов в строевые квартирмейстеры.
- 28 февраля 1897—1898 — Командир эскадренного броненосца «Полтава».
- 18 сентября 1898 — Член комиссии по назначению пособия офицерам при 7-м флотском экипаже.

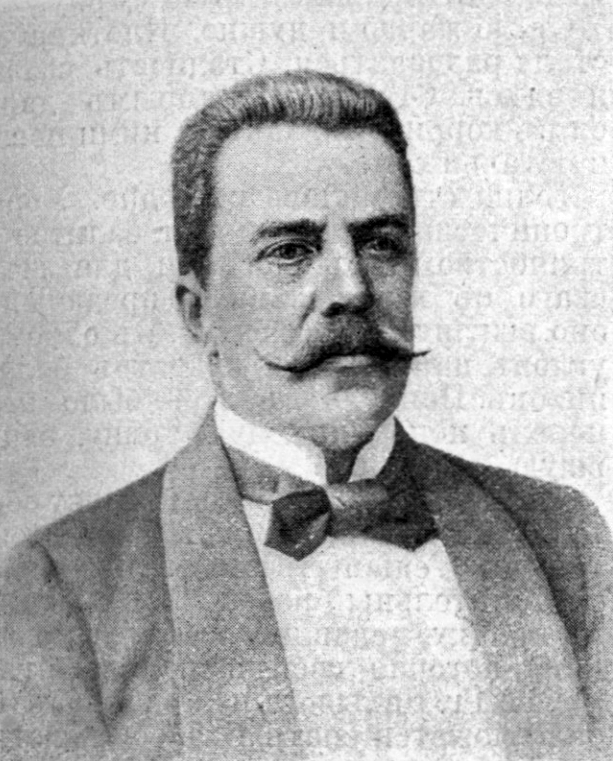
Капитан Ергомышев, командир «Бакана»

- 6 декабря 1898 — Командир транспорта «Бакан».
- 1899—1900 — Плавания в Северном Ледовитом океане у берегов Мурмана, Шпицбергена, Норвегии и Дании, а также во внутренних водах Северного Ледовитого океана, Белого и Балтийского морей. Участвовал в русской градусной экспедиции на Шпицберген.
- 1 января 1901 — Командир броненосца береговой обороны «Чародейка».
- 21 апреля 1901 — Командир миноносца № 11.
- 22 сентября 1901 — Штатный слушатель курса морских наук при Николаевской морской академии (22.9.1901).
- 1901—1903 — Командир броненосца береговой обороны «Чародейка» и миноносцев № 111 и 118 в составе Учебного минного отряда в Финском заливе.
- 26 апреля 1902 — Отчислен от Николаевской морской академии как успешно окончивший курс.
- 13 мая 1902 — Временно заведующий 6-м флотским экипажем.
- 22 мая 1902 — Заведующий эскадренным броненосцем «Пётр Великий».
- 4 июня 1902 — Командующий броненосцем береговой обороны «Чародейка».
- 13 июля 1902 — Отчислен от должности заведующего 6-м экипажем и броненосцем «Пётр Великий».
- 11 октября 1902 — Член военно-морского суда Кронштадтского порта.
- 10 апреля 1903 — Командующий миноносцем № 118.
- 16 сентября 1903 — Член комиссии для экзаменования нижних чинов на звание рулевых и сигнальщиков.
- 20 сентября 1903 — Временный член военно-морского суда Кронштадтского порта.
- 9 февраля 1904 — Член комиссии по приему в Олонецкой губернии лесов для Кронштадтского порта.
- 17 апреля 1904 — Командир транспорта «Иртыш». Участвовал в Цусимском походе и сражении.

Командовал «Иртышом» капитан 2-го ранга Е., когда-то выдающийся офицер, подававший большие надежды, но сгубивший свою карьеру вином. Он был неплохим человеком, но все же сильно опустившимся и под влиянием винных паров (а это случалось часто) становился неприятным. За это его на корабле не очень любили. Кроме того, он в самом начале начал несколько фамильярно относиться к офицерам с коммерческого флота, среди них же оказались люди простые, не обладающие тактом, которые начали отвечать тем же. В результате у Е. начались недоразумения.— Граф, Гаральд Карлович. Моряки. Очерки из жизни морского офицера 1897-1905 гг.
- 6 декабря 1905 — Капитан 1-го ранга.
- 2 января 1906 — Командир эскадренного броненосца «Три Святителя».
- 22 января 1907 — Командир эскадренного броненосца «Андрей Первозванный».
- 18 июня 1907 — Начальник Военно-исправительной тюрьмы Морского ведомства в Санкт-Петербурге.
- 18 апреля 1910 — Генерал-майор с зачислением по Адмиралтейству «За отличие».
- 8 апреля 1913 — Переведен во флот.
- 1914 — Вышел в отставку в звании Генерал-лейтенанта.

## Семья
- Супруга: Варвара Васильевна Захарьина (ум. 1941, Калуга)
- Дети:
  - Борис
  - Константин
  - Татьяна
  - Кира
  - Ксения

## Отличия
- Орден Меджидие 4-й степени (17.3.1880)
- Орден Святого Станислава III степени (1.4.1890)
- Французский знак officier d’Academia (1894)
- Тунисский орден Славы офицерской степени (1895)
- Королевский орден Камбоджи командорской степени (1895)
- Медаль «В память царствования императора Александра III» (1896)
- Японский Орден Священного сокровища 3-й степени (6.9.1896)
- Орден Святого Станислава II степени (6.12.1897)
- Серебряная медаль в память Священного Коронования Их Императорских Величеств (1898)
- Сердечная благодарность Его Императорского Высочества председателя Императорской академии наук и управлявшего морским министерством за содействие, оказанное означенной академии по градусному измерению на островах Шпицбергена (20.11.1900)
- Орден Святой Анны II степени (1.1.1901)
- Шведский орден Меча кавалерского креста 1-й степени (17.9.1901)
- Монаршее благоволение за командование транспортом «Бакан» в продолжении двух плаваний в составе экспедиции к островам Шпицберген (26.8.1902)
- Орден Святого Владимира IV степени с бантом (10.12.1902) за 20 успешных ежегодных кампаний
- Нагрудный знак в память окончания трудов экспедиции по градусному измерению островов Шпицберген (6.11.1902)
- Болгарский орден «За военные заслуги» (26.6.1906)
- Орден Святого Владимира III степени с мечами (15.1.1907) за участие в бою с японским флотом 14-15 мая 1905 года на транспорте «Иртыш»
- Подарок с вензелевым изображением Высочайшего имени (23.3.1909)
- Орден Святого Станислава I степени (25.3.1912)

В честь К. Л. Ергомышева в 1899—1901 годах были названы горы (горы Ергомышева, Баренцево море, Шпицберген).